# ウィリアム・フィールディング (1760-1799)
フィールディング子爵ウィリアム・ロバート・フィールディング（英語: William Robert Feilding, Viscount Feilding、1760年6月15日 – 1799年8月8日）は、グレートブリテン王国の政治家、軍人。

## 生涯
第6代デンビー伯爵および第5代デズモンド伯爵バジル・フィールディングと妻メアリー（Mary、旧姓コットン（Cotton）、1782年10月14日没、第6代準男爵サー・ジョン・コットンの娘）の長男として、1760年6月15日に生まれた。1774年から1775年までハーロー校で教育を受けた。
1777年に中尉として第7歩兵連隊に入隊、1778年に第75歩兵連隊の大尉に昇進、1779年に第3竜騎衛兵隊に転じた後、1782年に軽竜騎兵第22連隊の中佐に昇進した。軽竜騎兵第22連隊は1783年に一旦解散された。
1780年12月、初代ノーサンバーランド公爵ヒュー・パーシーの後援を受けてベア・アルストン選挙区の補欠選挙に出馬した。ノーサンバーランド公爵はベア・アルストン選挙区を掌握しており、フィールディングは無投票で当選した。1784年イギリス総選挙でも無投票で再選した。
議会ではノース内閣（1770年 – 1782年）を支持し、1781年5月の演説で議会改革の請願を批判した。シェルバーン伯爵内閣期（1782年 – 1783年）にアメリカ独立戦争の予備講和条約に賛成票を投じ、第1次小ピット内閣期（1783年 – 1801年）では1787年11月の演説で首相小ピットの対ネーデルラント連邦共和国（オランダ）政策に賛意を示したが、1788年から1789年にかけての摂政法危機（Regency Crisis）では野党に同調して投票した。
摂政法危機をきっかけに野党に転じ、1790年イギリス総選挙ではコーンウォールのニューポート選挙区に鞍替えして、同じく小ピット内閣に対し野党の立場にある第2代ノーサンバーランド公爵ヒュー・パーシーの後援を受けて当選した。1790年3月にホイッグ・クラブ（Whig Club）に加入したほか、1790年と1791年にホーウィック子爵チャールズ・グレイによる政府の外交政策批判決議に賛成したが、1793年初にはホイッグ・クラブを離脱、同年4月にブルターニュへの遠征部隊に民兵隊から志願兵を募集することを提案したが、統監や民兵隊長の反対を受けて取り下げた。1793年7月3日、オックスフォード大学よりD.C.L.の学位を授与された。
1794年に軽竜騎兵第22連隊を再び編成してその隊長（軍階は大佐）に就任、以降軍務に専念して議会活動を減らした。1795年には少将に昇進するに至ったが、ホイッグ党からの離脱によりノーサンバーランド公爵の支持を失い、1796年イギリス総選挙をもって議員を退任した。
1799年8月8日、ニューカッスル・アポン・タインで父に先立って病死した。

## 家族
1791年4月26日、アン・キャサリン・ポウィス（Anne Catherine Powys、1852年1月1日没、トマス・ジェルフ・ポウィスの娘）と結婚、4男3女をもうけた。
- 男子（1792年3月23日没） - 夭折[1]
- キャサリン・フランシス（Catherine Frances、1818年2月21日没）
- マリアン（Marianne、1814年2月13日没）
- ウィリアム・バジル・パーシー（1796年3月25日 – 1865年6月25日） - 第7代デンビー伯爵、第6代デズモンド伯爵
- エミリー（1797年ごろ – 1883年10月8日） - 1827年10月11日、ヘンリー・ハーディング（Henry Harding）と結婚、子供あり
- ヘンリー・ウェントワース（Henry Wentworth、1798年7月31日 – 1875年3月14日）
- エヴェラード・ロバート・ブルース（Everard Robert Bruce、1799年10月30日 – 1854年9月14日） - 1832年6月21日、アン・ヘンリエッタ・ボギー（Anne Henrietta Boughey、1879年8月21日没、第2代準男爵サー・ジョン・ボギー（英語版）の娘）と結婚